# Matteo Siffredi
Matteo Siffredi (16 de enero de 2003) es un deportista italiano que compite en ciclismo de montaña en la disciplina de campo a través.
Ganó una medalla de bronce en el Campeonato Mundial de Ciclismo de Montaña de 2024 y una medalla de oro en el Campeonato Europeo de Ciclismo de Montaña de 2024, ambas en la prueba por relevos.

## Medallero internacional
| Campeonato Mundial | Campeonato Mundial         | Campeonato Mundial | Campeonato Mundial         |
| Año                | Lugar                      | Medalla            | Competición                |
| ------------------ | -------------------------- | ------------------ | -------------------------- |
| 2024               | Pal Arinsal (Andorra)      | Medalla de bronce  | Campo a través por relevos |
| Campeonato Europeo |                            |                    |                            |
| Año                | Lugar                      | Medalla            | Competición                |
| 2024               | Cheile Grădiștei (Rumania) | Medalla de oro     | Campo a través por relevos |